# アイティ企画
株式会社アイティ企画（I・T企画）は、東京都渋谷区恵比寿にある芸能プロダクション。俳優や声優が所属している。

## 所属者

### 俳優
- 大平隆行
- 大谷朗
- きくち英一
- 草薙仁
- 小林和寿
- 小林清秀
- 佐藤仁哉
- 高橋大輔
- 竹内和彦
- 箆津弘順
- 誠直也
- 丸山直己
- 山本紀彦
- 渡辺篤史
- 星川祐樹

### 女優
- 荒井眞理子
- 磯春陽
- 井上阿弥
- 宇田川はるか
- 浦島真理
- 大谷美貴
- 近江麻衣子
- 小倉百代
- 長内美那子
- 織原りえ
- 片山美穂
- 川島美津子
- 小坂優舞
- 小林トシ江
- 上楽敦子
- 中道有紀
- 夏樹陽子
- 藤田佳子
- 星美智子
- 松本なお
- 渡辺妙子

### 過去の所属者
※印は故人
- 沼田爆※
- 江藤漢斉※
- 草笛雅子
- 後藤果萌
- 時本和也
- 西沢利明※
- 松本ちえこ※
- 山本ゆか里
- 郷司利也子
- 鬼木大地
- 田﨑正太郎※

## 関連会社
- バーンズ